# Klaus Scheidel

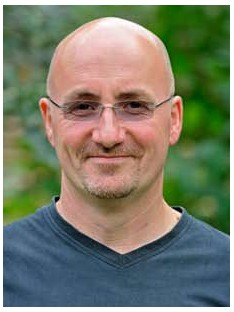
Klaus Scheidel kurz nach dem Gewinn des WM-Titels 2010

Klaus Scheidel (* 5. Juni 1970 in Kaiserslautern; † 31. August 2011) war ein deutscher Bogenschütze.

## Karriere
Klaus Scheidel war von Beruf Schreinermeister.
Er startete für die  Bundesrepublik Deutschland bei der World Field Archery Championship in Dahn und gewann im August 2010 den Weltmeistertitel in der Klasse Bowhunter-Recurve. Scheidel war Mitglied des TFC Kaiserslautern und kam im Februar 2011 bei der Wahl zum Rheinpfalz-Sportler des Jahres 2010 auf den fünften Rang.